# Mito

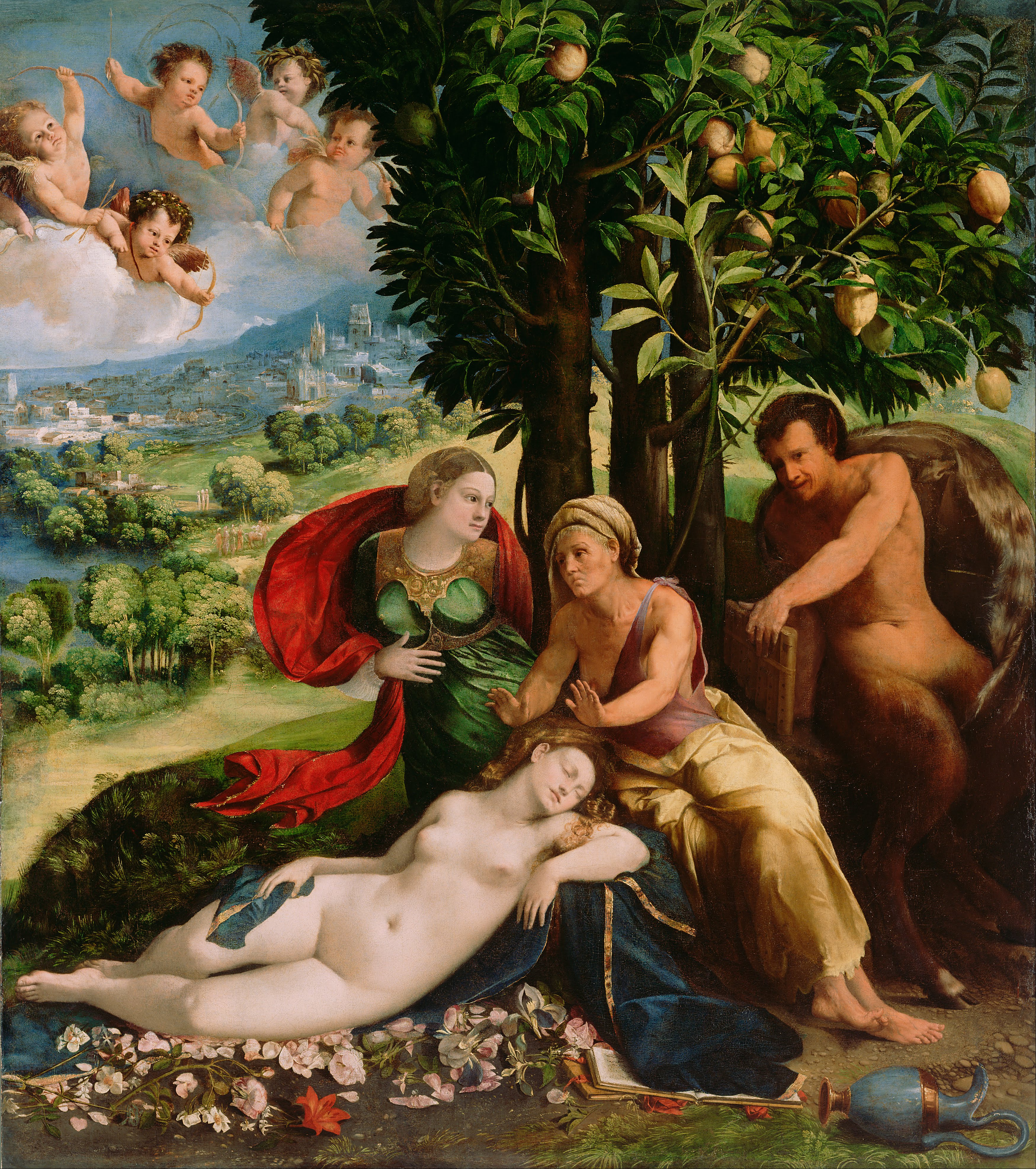
Scena mitologica, di Dosso Dossi (1524 circa).

Un mito è una narrazione investita di sacralità relativa alle origini del mondo o alle modalità con cui il mondo stesso e le creature viventi hanno raggiunto la forma presente in un ovvio  contesto socioculturale o in un popolo specifico. Di solito tale narrazione riguarda dei ed eroi come protagonisti delle origini del mondo in un contesto soprannaturale.
Spesso le vicende narrate nel mito, e tramandate oralmente, hanno luogo in un'epoca che precede la storia scritta. Nel dire che il mito è una narrazione sacra s'intende che esso viene considerato verità di fede e che gli viene attribuito un significato religioso o spirituale. Ciò naturalmente non implica né che la narrazione sia vera, né che sia falsa.
Al tempo stesso il mito è la riduzione narrativa di momenti legati alla dimensione del rito, insieme al quale costituisce un momento fondamentale dell'esperienza religiosa volta a soddisfare il bisogno di fornire una spiegazione a fenomeni naturali o a interrogativi sull'esistenza e sul cosmo. Esistono tre tipi diversi di mito: i miti cosmogonici, i miti eziologici e i miti storici.
La disciplina che studia i miti è la mitologia.

## Il mito nell'antichità

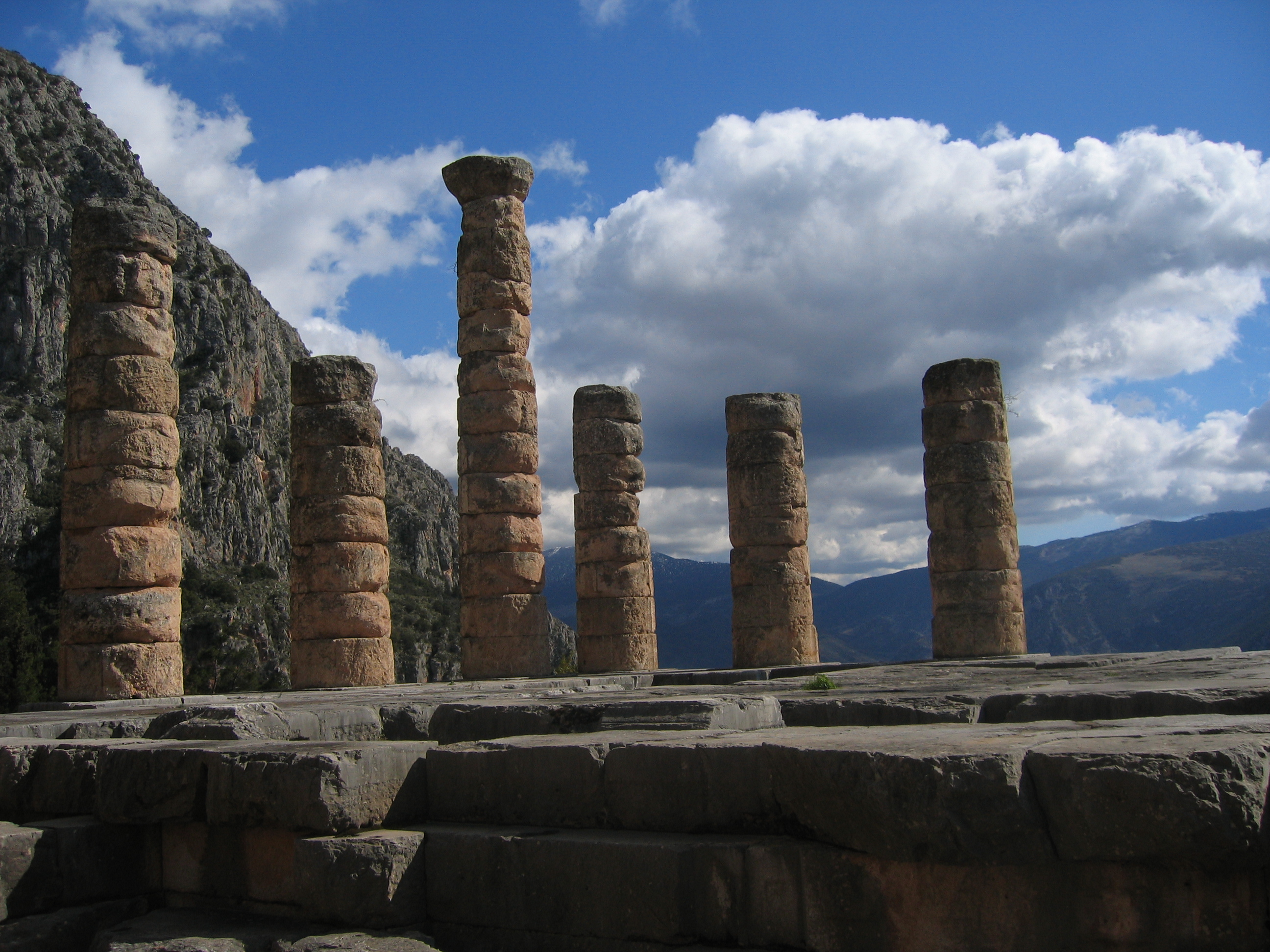
Delfi, Grecia

Nell'antichità i rituali legati alle feste agresti pubbliche venivano fissati in opere di pittura o di scultura (spesso sulle pareti di templi o case) oppure su vasi, sigilli, tazze, cofani, scudi, tappezzerie, acquistando nel tempo lo status di miti.
In quanto tradizione che doveva garantire la fertilità della terra o la prosperità dei regni, i miti divennero istituzioni religiose fondamentali. Il loro contenuto era condiviso e ritenuto importante da tutti.
In tal modo il mito si differenziava quindi da
- l'episodio storico romanzato (vedi il vello d'oro e la colonizzazione della Colchide)
- la propaganda politica (la storia di Teseo)
- la satira o la parodia
- l'aneddoto umoristico
- l'allegoria (la teogonia di Esiodo)
- la leggenda morale (la storia di Edipo)
- la favola sentimentale (Eco e il suo amore per Narciso)
- il "melodramma"[2], come nella storia di Testore e delle sue figlie.
- la saga eroica (vedi l'Iliade)
- il romanzo realistico (la visita di Telemaco ai capi argivi sopravvissuti alla guerra di Troia).
- favole su terre felici (l'Atlantide di Platone).

I personaggi potevano essere divinità, eroi, antenati, animali o creature mostruose.

## Definizioni del mito
(Bronisław Malinowski, Myth in Primitive Psychcology, 1926, p. 101.)
La parola mito deriva dal greco mythos che significa parola, discorso, racconto, mentre la parola mitologia designa l'insieme dei miti tramandati da un popolo ma anche gli studi scientifici sul mito stesso.
Il mito, propriamente parlando, non è altro che la parola, la più ricca fonte di informazioni della storia umana, esso può essere considerato un racconto sacro che svela dei misteri e che dà la risposta a molti interrogativi degli uomini, come sono nati l'universo e l'uomo, come hanno avuto origine gli astri e la terra, le piante e gli animali e spiega come si sono formate le società civili con l'aiuto degli eroi.
Un filosofo neoplatonico scriveva nel IV secolo:
(Saturnino Secondo Salustio, Gli Dei e il Mondo, III, 3)
Il mito è dunque il discorso, la storia che si è narrata sull'esistenza di esseri antropomorfi, spesso immortali ed onnipotenti, che vissero avventure e compirono azioni fantastiche, interessandosi a ciò che avveniva tra i mortali e modificando il mondo con il loro intervento.
Creazioni, dunque, nate dal genio primitivo che possiamo intendere come la trasfigurazione poetica di avvenimenti reali del mondo della natura o di quello delle prime società umane.

### Il mito come ordinatore della realtà
Di fronte all'uomo primitivo la natura, la vita, la storia e tutto ciò che lo circonda, appare come un turbinio di immagini senza senso e il mito diventa quindi un modo per ordinare e conoscere la propria realtà.
Egli non conosce le leggi che governano la natura, le cause della vita e della morte, del bene e del male, non comprende i motivi storici che hanno determinato la condizione del suo popolo e davanti a questo universo di immagini incomposte, che la natura e la vita gli propongono ogni giorno, rischia di perdersi, di cadere preda dell'ansia e della paura e, solo attraverso i miti, egli trova il senso della realtà, costruisce l'ordine di quelle immagini, altrimenti incomprensibili.
I miti rivelano l'ordine profondo che regola la vita e la morte, i successi e le sconfitte, l'estate e l'inverno, tutto ciò che è accaduto e che accadrà.
Il mito è il bisogno di spiegare la realtà, di superare e risolvere una contraddizione della natura, è spiegazione di un rito, di un atto formale che corrisponde ad esigenze della tribù, è struttura delle credenze di un gruppo, di un etnos.

### Il mito come racconto della realtà
Come dice la parola, il mito è soprattutto un racconto dove c'è una storia da presentare, che ha dei lati terribili, ma anche spesso dei risvolti patetici dove ci sono dei personaggi in azione e una trama che si snoda.
I miti appartengono alla tradizione orale di un popolo, e nell'antichità venivano raccontati presso gruppi umani che non conoscevano la scrittura e solo in seguito sono stati raccolti e trascritti.
Questo evento si ripete ancora ai giorni nostri quando un bambino ci pone domande la cui risposta supera la sua capacità di comprensione. Oggi, come allora, per comunicare messaggi di estrema necessità ma di difficile comprensione razionale, si usano certi racconti il cui fine ultimo è quello di permettere all'ascoltatore, di giungere al significato profondo della cosa in forma inconscia.
In concreto qualsiasi novella, quale ad esempio la storia di Cappuccetto Rosso, racchiude in sé vari concetti. Ascoltando ripetutamente questa fiaba e coinvolgendosi emotivamente, il bambino afferra dapprima il significato esteriore della storia e, con l'andar del tempo, ne capisce anche quelli reconditi che, nel caso in oggetto, è prioritariamente il significato dell'ubbidienza.
I miti, come le parabole, e le fiabe hanno dunque il compito di far arrivare l'ascoltatore al "mondo dei principi" attraverso la parola e il coinvolgimento emotivo. Spetterà poi alla razionalità il chiarimento delle presunte contraddizioni e la disposizione degli avvenimenti nella giusta luce, senza tuttavia disconoscere l'essenza del mito.

## Miti simili in popoli diversi
Non esiste cultura, antica o moderna, arcaica o civilizzata, che non possieda i suoi miti. Molti miti si assomigliano, pur appartenendo a popoli vissuti in epoche diverse e in luoghi molto lontani. In alcuni miti dell'America si raccontano storie uguali a quelle di altri miti dell'Asia o dell'Africa o dell'Europa. Cambia il nome dei personaggi, cambia l'ambiente geografico, cambiano altri particolari ma l'intreccio e il significato delle storie restano gli stessi.
In certi casi si può supporre che, miti simili tra di loro, siano nati da un unico racconto, diffuso in luoghi diversi e lontani da viaggiatori e mercanti. Ma a questa ipotesi si fa un'obiezione: ci sono dei popoli che sono vissuti completamente isolati da altri popoli, eppure hanno prodotto gli stessi miti e questo porta alla conclusione che essi siano nati in modo autonomo.
La somiglianza di miti tra di loro potrebbe essere spiegata con il fatto che certe intuizioni e certe esperienze sono così comuni fra gli uomini che essi, pur non conoscendosi, le esprimono con le stesse immagini e le stesse invenzioni.
Si può anche pensare che certi miti siano nati da un avvenimento storico e chi si spostava da un paese all'altro, raccontasse fatti veramente accaduti che venivano poi tramandati, di luogo in luogo, in forme diverse.
Si nota soprattutto che anche se si differenziano profondamente i costumi, le lingue e spesso anche le religioni, la memoria degli uomini ha conservato spesso inalterato il ricordo mitico.
Certo il mito può variare nel corso della storia, diffondendosi in regioni sempre più lontane, alcune sue parti possono essere dimenticate, la fantasia del narratore ne può aggiungere delle altre, può succedere che più miti vadano a fondersi in un unico racconto, ma ciò che importa è che alcune situazioni, alcuni personaggi, rimangono sempre costanti. Inoltre per quanto riguarda le società tradizionali una delle necessità è il mantenimento del mito così com'è e questo porta all'equilibrio omeostatico della parola.
Più che di un mito dobbiamo quindi spesso parlare di varianti del mito e la variante è appunto il modo in cui ogni popolo racconta uno stesso mito.
Lévi-Strauss analizzò e comparò i miti scomponendoli in unità minime (mitemi) e dimostrando che tutti quanti avevano la grande capacità di chiudersi in punti complementari. Ad esempio vi sono sempre due elementi in contrapposizione (buono-cattivo), questo risponde alla necessità dell'uomo di ragionare per contrasto.
Un esempio di mito presente in molteplici civiltà lo possiamo trovare nel mito del diluvio universale, presente in ben 64 letterature di popoli diversi. Le versioni più importanti sono il racconto narrato nella Bibbia e quello nel poema di Gilgamesh.

## Il tempo del mito
Il tempo del mito è assai vicino a quello della fiaba, come le fiabe iniziano con il loro "c'era una volta", così molto spesso i miti iniziano con espressioni come: "in illo tempore", "in origine", "quando ancora non c'era tempo".
L'"illo tempore" del mito non è un tempo qualsiasi, che si colloca in un qualche momento, seppur lontano, della durata storica, l'illo tempore è un attimo sacro, che abbraccia le età più lontane, il mondo presente e il futuro.
Per il mondo mitico vi è solo un tempo, "quel tempo", appunto, quello in cui accadde il mito.
Questo è il primo carattere del tempo mitico: esso è eternamente presente.
Tanti sono gli esempi che si possono proporre: il mondo sorse dalle acque, ebbene, ogni volta che qualcosa di nuovo viene al mondo il mito delle acque primordiali si ripete, il passato diventa presente, ciò che accadde accade ancora. Le città si fondano vicino a una sorgente, i bambini appena nati si abbandonano lungo un fiume, una nuova vita si acquista con il battesimo, il mondo ri-nasce dopo il diluvio universale.
Il mito narra di un antico antenato lupo che in "illo tempore" spadroneggiava nella foresta, piegando gli uomini e gli animali alla sua volontà e ciò accadde in "illo tempore", ma può accadere ancora ogni volta che un uomo assume le sembianze del lupo, vive per un certo tempo come un lupo, mangia come un lupo, entra nella sua tana.
Il mito antico diventa un modello, un esempio da seguire, da imitare ed il tempo mitico è reversibile, può tornare ogni volta che l'uomo applica quel modello.
Altri esempi si possono trarre dal mondo mitico degli agricoltori: ogni anno, alla fine dell'inverno, il dio morto risorge portando con sé sulla terra la primavera, ogni anno il mito originario si ripete.
Il tempo mitico è dunque anche un tempo ciclico, dove tutto si ripete, dove il futuro ricalcherà le orme del passato.
Così, attraverso il mito, l'uomo primitivo acquista fiducia e sicurezza per il futuro e sa come si dovrà comportare in esso, perché l'ha appreso dal passato, da ciò che è stato e sarà ancora.
Il tempo del mito è un tempo sacro, un tempo in cui gli eventi si ripetono secondo l'ordine sacro stabilito in principio dagli dei. Non è un caso se possiamo ancora constatare nella lingua latina una parentela indiretta fra la parola "tempus" e la parola "templum", il luogo sacro dove si celebravano i riti.
Mircea Eliade individua queste due caratteristiche del tempo mitico:" 1) la sua ripetibilità (nel senso che ogni azione significativa lo riproduce); 2) il fatto che, quantunque considerato metastorico, questo tempo sacro ha nella storia un "principio", cioè il momento in cui la divinità creò il mondo o lo organizzò, il momento in cui l'eroe civilizzatore, l'antenato, hanno rivelato una qualsiasi attività, ecc. Dal punto di vista della spiritualità arcaica, ogni inizio è un illud tempus, e quindi un'apertura sul Grande Tempo, sull'eternità. (.....) Ma tutte queste azioni archetipali furono rivelate allora, in illo tempore, in un tempo che non potrebbe essere localizzato cronologicamente, nel tempo mitico".

## Lo spazio del mito
Lo spazio del mito non è omogeneo, non è tutto uguale. Al centro del mondo di solito si trova un luogo sacro, una montagna, un totem.
Questo luogo è sacro perché costituisce la via di comunicazione fra l'uomo e dio. Ma anche lo spazio su cui sorgono i templi, è sacro, come sacro è ogni luogo, ogni albero, ogni pietra, ogni acqua, in cui una volta, in "illo tempore", si manifestò la presenza divina.
Lo spazio del mito appare, così, profondamente disomogeneo, ineguale. Alcuni luoghi sacri interrompono lo spazio profano, comune, sono quegli spazi che i miti hanno fondato come diversi, in cui bisogna comportarsi in maniera diversa.
Spesso solo i grandi sacerdoti, coloro che sono in contatto con gli dei, possono entrare in quegli spazi, in ogni caso nessuno può entrarvi se macchiato di una colpa.
I Greci e i Romani erano soliti aspergersi d'acqua, che nel linguaggio del mito vuol dire purificarsi nel corpo e nell'anima, prima di entrare nei loro templi, per non portare nel luogo sacro alcun residuo del mondo profano.
Questa concezione di spazio disomogeneo ed ineguale non è limitata alla forma mentis dei popoli primitivi, infatti se ne può trovare il riflesso ancora nelle comunità contadine del medioevo, ad esempio nella normativa giuridica.
Le pene previste per chi compiva un reato dentro le mura del villaggio erano superiori, a volte doppie, rispetto alle pene previste per lo stesso reato perpetrato fuori le mura. Se poi il reato era portato a termine fuori dai confini del comune il colpevole era spesso sollevato da ogni pena.
Il centro del villaggio è il luogo, quindi, di massima sacralità, dello spazio che diminuisce man mano che ci si allontana dal centro, fino al mondo profano che si estende al di là dei confini.

## Vari tipi di mito
Il mito può essere di quattro categorie diverse:
- eventi della creazione: miti che narrano le origini delle cose e possono essere cosmogonici (sull'origine dell'universo e dei pianeti), teogonici (sull'origine degli dei, i loro amori e le loro imprese), antropogonici (sull'origine dell'uomo e la sua evoluzione) o miti di eroi (sull'origine e le imprese di grandi eroi come Achille o Gilgamesh).

- eventi naturalistici: miti che narrano l'origine e forniscono una spiegazione su un fenomeno naturale o atmosferico comune, come l'alternarsi delle stagioni o la pioggia, o straordinari, come il diluvio universale o la carestia.

- miti eziologici: miti che narrano l'originarsi di istituzioni sociali e politiche, di nomi geografici o di tradizioni, usanze.

- miti storici: miti che narrano episodi realmente accaduti nella storia, anche se rivisitati dell'autore.

Il mito dell'abbandono del bambino dal destino particolare ricorre nei miti delle civiltà fluviali. Ne sono esempi Sargon di Akkad, Mosè nella Bibbia, l'eroe Karna nell'epica indù del Mahābhārata, abbandonato in una cesta sul Gange e raccolto da un contadino. Del resto anche nel mito della fondazione di Roma ricorre un motivo molto simile: Romolo e Remo, posti dentro una cesta, furono abbandonati nel fiume Tevere e, salvati dalla corrente, allattati da una lupa.
In alcuni miti greci, invece, i bambini erano abbandonati poiché, secondo le profezie annunciate alla loro nascita, divenuti adulti erano destinati a spodestare il padre o a causare gravi difficoltà alle loro famiglie: è il caso di Zeus, che secondo le predizioni avrebbe detronizzato Crono, e di Paride, abbandonato sul Monte Ida poiché destinato a causare la rovina di Troia, sua città.